# Rotary damper Composite Spring
RCS staat voor: Rotary damper Composite Spring, een speciale schokdemper voor motorfietsen van het merk Öhlins.
De RCS is een roterende hoeksnelheidsdemper, vleugeldemper of rotatieschokdemper, die vanaf 1990 werd getest en waarmee in 1996 de eerste goede wedstrijdresultaten werden behaald. De demper heeft als grote voordeel zijn compactheid, maar als nadeel de oplopende temperatuur, waardoor viscositeitsproblemen met de demperolie en lekverliezen ontstaan. Suzuki paste een vergelijkbare demper toe op de TL 1000 S (1996), maar stapte er weer van af. De Scuderia Ferrari-Formule 1 raceauto's hebben rotatiedempers van Sachs.